# ソフィヤ・ビリュコワ
ソフィヤ・セルゲエヴナ・ビリュコワ(ロシア語: Софья Сергеевна Бирюкова、ロシア語ラテン翻字: Sofia Sergeyevna Biryukova、1994年7月19日 - )は、ロシア出身の女子フィギュアスケート選手（女子シングル、ペア）。パートナーはアンドレイ・フィロノフ。
2011年フィンランディア杯優勝。

## 経歴
1994年モスクワ生まれ。2001年にスケートを始める。
2006-2007シーズンからロシア国内の競技会や近隣国開催の国際競技会に出場するが、同世代のロシア女子選手に比べ目立った成績はなく、大きな大会と目されるCISクリスタルスケートやロシアジュニアフィギュアスケート選手権への出場もない。
2009-2010シーズンはじめのモスクワでの競技会優勝を認められ、ジュニアグランプリシリーズ最終戦に出場し2位の成績をのこす。またロシア選手権に初出場する。翌2010-2011シーズンにはシニアの国際競技会に出場し、ロステレコム杯にて開催国推薦ながらグランプリシリーズ出場を果たす。
2011-2012シーズン、ロステレコム杯ではSP、FSの両方で自己ベストを更新し4位。シーズン終了後に4箇所を骨折した。2012-2013シーズンのロシア選手権は自己最低の17位に終わった。
2013-2014シーズン、ユニバーシアードで優勝。シーズン終了後、アレクサンドル・ステパノフと組みペアへ転向することが発表された。2015-2016シーズン、アンドレイ・フィロノフとペアを結成。クセニヤ・ストルボワ/ヒョードル・クリモフ組の補欠出場だったが、12組中7位に入った。

## 主な戦績

### ペア
| 大会/年      | 2015-16 |
| ------------ | ------- |
| ロシア選手権 | 7       |

#### 詳細
| 2015-2016 シーズン    |                                                    |         |          |          |
| 開催日                | 大会名                                             | SP      | FS       | 結果     |
| 2015年12月23日 - 27日 | ロシアフィギュアスケート選手権（エカテリンブルク） | 7 62.60 | 7 110.97 | 7 173.57 |

### 女子シングル
| 大会/年            | 2006-07 | 2009-10 | 2010-11 | 2011-12 | 2012-13 | 2013-14 |
| ------------------ | ------- | ------- | ------- | ------- | ------- | ------- |
| ロシア選手権       |         | 6       | 6       | 9       | 17      | 12      |
| GPNHK杯            |         |         |         |         | 9       |         |
| GP中国杯           |         |         |         |         | 9       |         |
| GPロステレコム杯   |         |         | 6       | 4       |         |         |
| ユニバーシアード   |         |         |         |         |         | 1       |
| ニース杯           |         |         | 6       |         |         |         |
| フィンランディア杯 |         |         | 7       | 1       |         |         |
| ロシアJr.選手権    |         | 7       | 6       |         |         |         |
| JGPボスポラス      |         | 2       |         |         |         |         |
| ゴールデンリンクス | 9 N     |         |         |         |         |         |

- N - ノービスクラス

#### 詳細
| 2013-2014 シーズン    |                                                |          |           |           |
| 開催日                | 大会名                                         | SP       | FS        | 結果      |
| 2013年12月22日 - 27日 | ロシアフィギュアスケート選手権（ソチ）         | 15 49.89 | 12 100.26 | 12 150.15 |
| 2013年12月9日 - 15日  | ユニバーシアード冬季競技大会（トレンティーノ） | 1 58.37  | 2 103.54  | 1 161.91  |

| 2012-2013 シーズン    |                                        |          |          |           |
| 開催日                | 大会名                                 | SP       | FS       | 結果      |
| 2012年12月24日 - 28日 | ロシアフィギュアスケート選手権（ソチ） | 17 46.98 | 16 88.71 | 17 135.69 |
| 2012年11月23日 - 25日 | ISUグランプリシリーズ NHK杯（利府）    | 9 49.31  | 9 89.81  | 9 139.12  |
| 2012年11月2日 - 4日   | ISUグランプリシリーズ 中国杯（上海）   | 8 44.39  | 8 82.97  | 9 127.36  |

| 2011-2012 シーズン    |                                                  |         |          |          |
| 開催日                | 大会名                                           | SP      | FS       | 結果     |
| 2011年12月24日 - 28日 | ロシアフィギュアスケート選手権（サランスク）     | 4 60.95 | 14 95.16 | 9 156.11 |
| 2011年11月25日 - 27日 | ISUグランプリシリーズ ロステレコム杯（モスクワ） | 4 56.30 | 4 109.77 | 4 166.07 |
| 2011年10月6日 - 9日   | 2011年フィンランディア杯（ヴァンター）           | 1 58.12 | 1 101.47 | 1 159.59 |

| 2010-2011 シーズン    |                                                  |         |         |          |
| 開催日                | 大会名                                           | SP      | FS      | 結果     |
| 2011年2月2日 - 4日    | ロシアジュニアフィギュアスケート選手権（カザン） | 4 56.99 | 6 96.78 | 6 153.77 |
| 2010年12月25日 - 29日 | ロシアフィギュアスケート選手権（サランスク）     | 4 59.49 | 8 99.65 | 6 159.14 |
| 2010年11月19日 - 20日 | ISUグランプリシリーズ ロステレコム杯（モスクワ） | 4 54.99 | 5 98.06 | 6 153.05 |
| 2010年10月16日 - 17日 | 2010年ニース杯（ニース）                         | 7 45.82 | 6 89.15 | 6 134.97 |
| 2010年10月7日 - 10日  | 2010年フィンランディア杯（ヴァンター）           | 9 39.50 | 5 84.76 | 7 124.32 |

| 2009-2010 シーズン    |                                                        |         |         |          |
| 開催日                | 大会名                                                 | SP      | FS      | 結果     |
| 2010年2月3日 - 6日    | ロシアジュニアフィギュアスケート選手権（サランスク）   | 3 57.62 | 7 92.08 | 7 149.70 |
| 2009年12月24日 - 25日 | ロシアフィギュアスケート選手権（サンクトペテルブルク） | 1 62.97 | 7 91.59 | 6 154.56 |
| 2009年10月15日 - 16日 | ISUジュニアグランプリ ボスポラス（イスタンブール）     | 2 49.82 | 3 86.67 | 2 136.49 |

## プログラム使用曲
| シーズン  | SP | FS                                                                       | EX                                                 |
| --------- | --- | ------------------------------------------------------------------------ | -------------------------------------------------- |
| 2013-2014 | ア・パーティ…フォー・ミー? 映画『アダムス・ファミリー』サウンドトラックより 作曲：マーク・シャイマン         | バッカナール 歌劇『サムソンとデリラ』より 作曲：カミーユ・サン＝サーンス |                                                    |
| 2012-2013 | 映画『セブン・イヤーズ・イン・チベット』サウンドトラックより 作曲：ジョン・ウィリアムズ 振付：Galina Ishenko | トゥーランドット 作曲：ジャコモ・プッチーニ 振付：Galina Ishenko         |                                                    |
| 2011-2012 | 映画『セブン・イヤーズ・イン・チベット』サウンドトラックより 作曲：ジョン・ウィリアムズ 振付：Galina Ishenko | トゥーランドット 作曲：ジャコモ・プッチーニ 振付：Galina Ishenko         | You Haven't Seen the Last of Me ボーカル：シェール |
| 2010-2011 | トスカ 作曲：ジャコモ・プッチーニ 振付：Galina Ishenko                                                       | 死の舞踏 作曲：カミーユ・サン＝サーンス 振付：Galina Ishenko             |                                                    |
| 2009-2010 | リベルタンゴ 作曲：アストル・ピアソラ                                                                        | 死の舞踏 作曲：カミーユ・サン＝サーンス 振付：Galina Ishenko             |                                                    |